# مايك آموت
مايك آموت (بالإنجليزية: Mike Aamodt)‏ هو عالم نفس أمريكي، ولد في 1 سبتمبر 1957.